# Letras latinas
Esta é a lista de letras latinas.

## Alfabeto básico
| Alfabeto latino original, usado no Reino de Roma | Alfabeto latino original, usado no Reino de Roma | Alfabeto latino original, usado no Reino de Roma | Alfabeto latino original, usado no Reino de Roma | Alfabeto latino original, usado no Reino de Roma | Alfabeto latino original, usado no Reino de Roma | Alfabeto latino original, usado no Reino de Roma | Alfabeto latino original, usado no Reino de Roma | Alfabeto latino original, usado no Reino de Roma | Alfabeto latino original, usado no Reino de Roma | Alfabeto latino original, usado no Reino de Roma | Alfabeto latino original, usado no Reino de Roma | Alfabeto latino original, usado no Reino de Roma | Alfabeto latino original, usado no Reino de Roma | Alfabeto latino original, usado no Reino de Roma | Alfabeto latino original, usado no Reino de Roma | Alfabeto latino original, usado no Reino de Roma | Alfabeto latino original, usado no Reino de Roma | Alfabeto latino original, usado no Reino de Roma | Alfabeto latino original, usado no Reino de Roma | Alfabeto latino original, usado no Reino de Roma |
| ------------------------------------------------ | ------------------------------------------------ | ------------------------------------------------ | ------------------------------------------------ | ------------------------------------------------ | ------------------------------------------------ | ------------------------------------------------ | ------------------------------------------------ | ------------------------------------------------ | ------------------------------------------------ | ------------------------------------------------ | ------------------------------------------------ | ------------------------------------------------ | ------------------------------------------------ | ------------------------------------------------ | ------------------------------------------------ | ------------------------------------------------ | ------------------------------------------------ | ------------------------------------------------ | ------------------------------------------------ | ------------------------------------------------ |
| A                                                | B                                                | C                                                | D                                                | E                                                | F                                                | Z                                                | H                                                | I                                                | K                                                | L                                                | M                                                | N                                                | O                                                | P                                                | Q                                                | R                                                | S                                                | T                                                | V                                                | X                                                |

| Alfabeto latino do Império Romano | Alfabeto latino do Império Romano | Alfabeto latino do Império Romano | Alfabeto latino do Império Romano | Alfabeto latino do Império Romano | Alfabeto latino do Império Romano | Alfabeto latino do Império Romano | Alfabeto latino do Império Romano | Alfabeto latino do Império Romano | Alfabeto latino do Império Romano | Alfabeto latino do Império Romano | Alfabeto latino do Império Romano | Alfabeto latino do Império Romano | Alfabeto latino do Império Romano | Alfabeto latino do Império Romano | Alfabeto latino do Império Romano | Alfabeto latino do Império Romano | Alfabeto latino do Império Romano | Alfabeto latino do Império Romano | Alfabeto latino do Império Romano | Alfabeto latino do Império Romano | Alfabeto latino do Império Romano | Alfabeto latino do Império Romano |
| --------------------------------- | --------------------------------- | --------------------------------- | --------------------------------- | --------------------------------- | --------------------------------- | --------------------------------- | --------------------------------- | --------------------------------- | --------------------------------- | --------------------------------- | --------------------------------- | --------------------------------- | --------------------------------- | --------------------------------- | --------------------------------- | --------------------------------- | --------------------------------- | --------------------------------- | --------------------------------- | --------------------------------- | --------------------------------- | --------------------------------- |
| A                                 | B                                 | C                                 | D                                 | E                                 | F                                 | G                                 | H                                 | I                                 | K                                 | L                                 | M                                 | N                                 | O                                 | P                                 | Q                                 | R                                 | S                                 | T                                 | V                                 | X                                 | Y                                 | Z                                 |

| Alfabeto latino moderno |    |    |    |    |    |    |    |    |    |    |    |    |    |    |    |    |    |    |    |    |    |    |    |    |    |
| Aa                      | Bb | Cc | Dd | Ee | Ff | Gg | Hh | Ii | Jj | Kk | Ll | Mm | Nn | Oo | Pp | Qq | Rr | Ss | Tt | Uu | Vv | Ww | Xx | Yy | Zz |

## Extensões e ligaduras
| Extensões latinas e ligaduras |
| --- |
| Ɐɐ ɑ ᶐ ɒ ẚ ʙ Ↄↄ Ðð ȸ ʣ ʥ ʤ [[ al ]] Ǝǝ Əə ᶕ Ɛɛ Ꜿꜿ ᶓ ɘ ɚ ɜ ᶔ ɝ ɞ ʚ ɤ ʩ Ⅎⅎ ɡ ᵹ ɢ ʛ ᵷ Ɣɣ Ƣƣ ʜ Ƕƕ ɦ Ⱶⱶ ɧ ɪ Ɩɩ ᵼ ʞ ʪ ʫ ʟ ɮ ƛ ʎ ɴ Ŋŋ ɶ Ɔɔ ɷ Ȣȣ ɸ ⱷ ȹ K‘ĸ Ʀʀ ɹ ɺ ɻ ɿ ʁ  ß Ʃʃ ᶋ ƪ ʅ ᶘ ʆ ſ ʨ ᵺ ƾ ʦ ʧ ʇ ᵫ ɥ ʮ ʯ Ɯɯ ɰ Ʊʊ ᵿ Ʌʌ ʍ ƍ Ʒʒ Ƹƹ ᶚ ƺ ʓ Ȝȝ Þþ Ƿƿ ƻ Ƨƨ Ƽƽ Ƅƅ Ɂɂ ʔ ʕ ʡ ʢ ʖ ǀ ǁ ǂ ǃ ʗ ʘ ʬ ʭ Ææ Œœ Ꜳꜳ Ꜵꜵ Ꜷꜷ Ꜹꜹ Ꜻꜻ Ꜽꜽ Ꝏꝏ Ỻỻ Ꜩꜩ ᵫ ᵺ Ꝺꝺ Ꝝꝝ Ꝼꝼ Ꝕꝕ |

## Letras com diacríticos
| Letras com diacríticos |
| --- |
| Áá Àà Ăă Ắắ Ằằ Ẵẵ Ẳẳ Ââ Ấấ Ầầ Ẫẫ Ẩẩ Ǎǎ Åå Ǻǻ Ää Ǟǟ Ãã Ȧȧ Ǡǡ Ąą Āā Ảả Ȁȁ Ȃȃ Ạạ Ặặ Ậậ Ḁḁ Ⱥⱥ ᶏ Ǽǽ Ǣǣ Ḃḃ Ḅḅ Ḇḇ Ƀƀ ᵬ ᶀ Ɓɓ Ƃƃ Ćć Ĉĉ Čč Ċċ Çç Ḉḉ Ȼȼ Ƈƈ ɕ Ďď Ḋḋ Ḑḑ Ḍḍ Ḓḓ Ḏḏ Đđ ᵭ ᶁ Ɖɖ Ɗɗ ᶑ Ƌƌ ȡ Éé Èè Ĕĕ Êê Ếế Ềề Ễễ Ểể Ěě Ëë Ẽẽ Ėė Ȩȩ Ḝḝ Ęę Ēē Ḗḗ Ḕḕ Ẻẻ Ȅȅ Ȇȇ Ẹẹ Ệệ Ḙḙ Ḛḛ Ɇɇ ᶒ Ḟḟ ᵮ ᶂ Ƒƒ Ǵǵ Ğğ Ĝĝ Ǧǧ Ġġ Ģģ Ḡḡ Ǥǥ ᶃ Ɠɠ Ĥĥ Ȟȟ Ḧḧ Ḣḣ Ḩḩ Ḥḥ Ḫḫ H̱ẖ Ħħ Ⱨⱨ Íí Ìì Ĭĭ Îî Ǐǐ Ïï Ḯḯ Ĩĩ İi Įį Īī Ỉỉ Ȉȉ Ȋȋ Ịị Ḭḭ Iı Ɨɨ ᵻ ᶖ Ĵĵ ǰ ȷ Ɉɉ ʝ ɟ ʄ Ḱḱ Ǩǩ Ķķ Ḳḳ Ḵḵ Ꝅꝅ Ꝃꝃ Ꝁꝁ ᶄ Ƙƙ Ⱪⱪ Ĺĺ Ľľ Ļļ Ḷḷ Ḹḹ Ḽḽ Ḻḻ Łł Ł̣ ł̣ Ŀŀ Ƚƚ Ⱡⱡ Ɫɫ Ꝉꝉ Ꝇꝇ ɬ ᶅ ɭ ȴ Ḿḿ Ṁṁ Ṃṃ ᵯ ᶆ ɱ Ńń Ǹǹ Ňň Ññ Ṅṅ Ņņ Ṇṇ Ṋṋ Ṉṉ ᵰ Ɲɲ Ƞƞ ᶇ ɳ ȵ N̈n̈ Óó Òò Ŏŏ Ôô Ốố Ồồ Ỗỗ Ổổ Ǒǒ Öö Ȫȫ Őő Õõ Ṍṍ Ṏṏ Ȭȭ Ȯȯ Ȱȱ Øø Ǿǿ Ǫǫ Ǭǭ Ōō Ṓṓ Ṑṑ Ỏỏ Ȍȍ Ȏȏ Ơơ Ớớ Ờờ Ỡỡ Ởở Ợợ Ọọ Ộộ Ɵɵ Ꝋꝋ Ꝍꝍ Ṕṕ Ṗṗ Ᵽᵽ Ꝑꝑ ᶈ Ƥƥ Ꝓꝓ P̃p̃ ʠ Ꝙꝙ Ɋɋ Ŕŕ Řř Ṙṙ Ŗŗ Ȑȑ Ȓȓ Ṛṛ Ṝṝ Ṟṟ Ɍɍ ᵲ ᶉ Ꞅꞅ (ɼ) Ꞃꞃ Ɽɽ ɾ ᵳ Śś Ṥṥ Ŝŝ Šš Ṧṧ Ṡṡẛ Şş Ṣṣ Ṩṩ Șș ᵴ ᶊ ʂ ȿ S̩s̩ Ťť T̈ẗ Ṫṫ Ţţ Ṭṭ Țț Ṱṱ Ṯṯ Ŧŧ Ⱦⱦ ᵵ ƫ Ƭƭ Ʈʈ ȶ Úú Ùù Ŭŭ Ûû Ǔǔ Ůů Üü Ǘǘ Ǜǜ Ǚǚ Ǖǖ Űű Ũũ Ṹṹ Ųų Ūū Ṻṻ Ủủ Ȕȕ Ȗȗ Ưư Ứứ Ừừ Ữữ Ửử Ựự Ụụ Ṳṳ Ṷṷ Ṵṵ Ʉʉ ᵾ ᶙ Ṽṽ Ṿṿ ᶌ Ʋʋ ⱴ Ẃẃ Ẁẁ Ŵŵ W̊ẘ Ẅẅ Ẇẇ Ẉẉ Ꝡꝡ Ẍẍ Ẋẋ ᶍ Ýý Ỳỳ Ŷŷ Y̊ẙ Ÿÿ Ỹỹ Ẏẏ Ȳȳ Ỷỷ Ỵỵ ʏ Ɏɏ Ƴƴ Źź Ẑẑ Žž Żż Ẓẓ Ẕẕ Ƶƶ ᵶ ᶎ Ȥȥ ʐ ʑ ɀ Ⱬⱬ Ǯǯ Ꝣꝣ Ꝥꝥ Ꝧꝧ |

## Multígrafos
- Dígrafo
- Trígrafo